# Olympique Saint-Quentin
Olympique Saint-Quentinois (OSQ) là một câu lạc bộ bóng đá Pháp được thành lập vào năm 1920. Đội có trụ sở tại Saint-Quentin, Picardie, Pháp. Đội chơi tại Stade Paul Debrésie ở Saint-Quentin, có sức chứa 10.000 người.